# Vladimir Vavilov
Pour les articles homonymes, voir Vavilov.
Œuvres principales
Ave Maria (dit de Giulio Caccini)
Vladimir Fiodorovitch Vavilov (en russe : Владимир Фёдорович Вавилов) est un guitariste, luthiste et compositeur russe (5 mai 1925 – 11 mars 1973). Il a effectué ses études à Léningrad et a contribué au renouveau de la musique ancienne en Union soviétique. Vavilov a fait une carrière d’interprète à la guitare et au luth, de compositeur et d’éditeur de musique ancienne.
Il a fréquemment attribué ses propres compositions à d’autres compositeurs, généralement de la Renaissance ou de l’époque baroque (plus rarement d’époques ultérieures), et généralement sans aucune attention au style musical qui aurait été approprié au compositeur choisi.
Ses œuvres ont connu un grand succès commercial. L’un de ses célèbres pastiches a été Kanzona de Francesco da Milano connu comme la chanson de La Cité d’Or (en russe Город Золотой, reprise par le groupe de rock russe Aquarium) mais le plus célèbre de tous est l’Ave Maria de Caccini, composé en 1970 et publié par Vavilov lui-même. Il l’a enregistré sous le label Melodiya en 1972. 
Vladimir Vavilov est mort, dans la pauvreté la plus totale, d’un cancer du pancréas et n’a ainsi jamais pu profiter du succès commercial de son Ave Maria repris, depuis, par divers interprètes, par exemple la mezzo-soprano russe  Irina Arkhipova, la soprano lettone Inessa Galante ou le contreténor André Vasary.